# Campeonato Mundial de Bádminton de 1993
El VIII Campeonato Mundial de Bádminton se celebró en Birmingham (Reino Unido) entre el 31 de mayo y el 6 de junio de 1993 bajo la organización de la Federación Internacional de Bádminton (IBF) y la Asociación Inglesa de Bádminton.
Las competiciones se realizaron en el National Indoor Arena de la ciudad inglesa.

## Medallistas
| Evento               | Oro                                                  | Plata                                          | Bronce                                                                                 |
| -------------------- | ---------------------------------------------------- | ---------------------------------------------- | -------------------------------------------------------------------------------------- |
| Individual masculino | Joko Suprianto Indonesia                             | Hermawan Susanto Indonesia                     | Thomas Stuer-Lauridsen Dinamarca Ardy Wiranata Indonesia                               |
| Dobles masculino     | Ricky Subagja Rudy Gunawan Indonesia                 | Cheah Soon Kit Soo Beng Kiang Malasia          | Peter Axelsson · Pär-Gunnar Jönsson · Suecia Chen Kang · Chen Hongyong · China         |
| Individual femenino  | Susi Susanti Indonesia                               | Bang Soo-Hyun Corea del Sur                    | Ye Zhaoying China Tang Jiuhong China                                                   |
| Dobles femenino      | Nong Qunhua Zhou Lei China                           | Chen Ying Wu Yuhong China                      | Chung So-Young Gil Young-Ah Corea del Sur Lotte Olsen Lisbet Stuer-Lauridsen Dinamarca |
| Dobles mixto         | Thomas Lund · Catrine Bengtsson · Dinamarca · Suecia | Jon Holst-Christensen Grete Mogensen Dinamarca | Nicholas Ponting Gillian Clark Inglaterra Aryono Miranat Eliza Nathanael Indonesia     |

## Medallero
| Núm. | País          | Oro | Plata | Bronce | Total |
| ---- | ------------- | --- | ----- | ------ | ----- |
| 1    | Indonesia     | 3   | 1     | 2      | 6     |
| 2    | China         | 1   | 1     | 3      | 5     |
| 3    | Dinamarca     | 1   | 1     | 2      | 4     |
| 4    | Suecia        | 1   | 0     | 1      | 1     |
| 5    | Corea del Sur | 0   | 1     | 1      | 2     |
| 6    | Malasia       | 0   | 1     | 0      | 1     |
| 7    | Inglaterra    | 0   | 0     | 1      | 1     |
|      | TOTAL         | 6   | 5     | 10     | 21    |